# Polygonum brachytrichum
Aconogonon brachytrichum är en slideväxtart som först beskrevs av Jisaburo Ohwi, och fick sitt nu gällande namn av Jiří Soják. Aconogonon brachytrichum ingår i släktet sliden, och familjen slideväxter. Inga underarter finns listade i Catalogue of Life.